# Michael Mansdotter
Michael Mansdotter (født 9. maj 1963) er en dansk skuespiller og teaterleder. 
Michael Mansdotter er uddannet fra Skuespillerskolen ved Aarhus Teater i 1987.
Var teaterleder på Limfjordsteatret i Nykøbing Mors fra 1998-2001. Fra 2001-2010  var han teaterleder på Jomfru Ane Teatret i Aalborg. Blev ansat som teaterchef på  Odense Teater den 1. juli 2010, en stilling han forlod 1. februar 2013.
1. februar 2014 tiltrådte han som leder af kulturhuset Trekanten i Aalborg øst.
Mansdotter stiller op for Socialdemokratiet ved kommunevalget i Aalborg 2017.

## Filmografi
- Walter og Carlo i Amerika (1989)
- Lad isbjørnene danse (1990)
- Portland (1996)